# 青木薪次
青木 薪次（あおき しんじ、1926年4月8日 - 2015年11月6日）は、日本の政治家。愛称はシンちゃん。
参議院議員（4期）、参議院建設委員長、参議院逓信委員長、日本社会党参議院議員会長、労働大臣（第60代）。

## 来歴・人物
静岡県庵原郡庵原村（のちの静岡県静岡市清水区）出身。東海大学科学技術専門学校を中退。国鉄労働組合を経て、1974年7月の第10回参議院議員通常選挙にて日本社会党から立候補する。静岡県選挙区で初当選を果たし、以後、連続4回当選。
1994年6月、自社さ連立政権の村山内閣において、日本社会党参議院議員会長の浜本万三が労働大臣に就任したため、その後任として日本社会党参議院議員会長に就任した。1995年7月の第17回参議院議員通常選挙で日本社会党が惨敗し、その後発足した村山改造内閣では労働大臣に就任した。
1996年1月、内閣総辞職により労働大臣を退任する。党名を変更した社会民主党に参加する。同年9月、社民党に所属する国会議員の大半が、鳩山由紀夫と菅直人が提唱する「鳩菅新党構想」に賛同して集団離党するも、青木は社民党に残留した。1998年、第18回参議院議員通常選挙には立候補せず、政界から引退する。
1999年4月の春の叙勲で勲一等に叙され、瑞宝章を受章した。
2015年11月6日、がんのため、静岡市内の病院で死去した。89歳没。

## 年譜
- 1926年 - 静岡県庵原郡庵原村にて誕生
- 1974年 - 第10回参議院議員通常選挙当選。
- 1980年 - 第12回参議院議員通常選挙当選。
- 1986年 - 第14回参議院議員通常選挙当選。
- 1992年 - 第16回参議院議員通常選挙当選。
- 1994年 - 日本社会党参議院議員会長。
- 1995年 - 労働大臣（村山改造内閣）。

## 選挙歴
| 当落                        | 選挙                     | 施行日        | 選挙区       | 政党       | 得票数  | 得票率 | 得票順位 /候補者数 | 比例区 | 比例順位 /候補者数 |
| --------------------------- | ------------------------ | ------------- | ------------ | ---------- | ------- | ------ | ------------------ | ------ | ------------------ |
| 当                          | 第10回参議院議員通常選挙 | 1974年7月7日  | 静岡県地方区 | 日本社会党 | 441,053 | 25.8   | 2/7                | -      | -                  |
| 当                          | 第12回参議院議員通常選挙 | 1980年6月22日 | 静岡県地方区 | 日本社会党 | 571,059 | 31.4   | 2/5                | -      | -                  |
| 当                          | 第14回参議院議員通常選挙 | 1986年7月6日  | 静岡県選挙区 | 日本社会党 | 618,669 | 34.3   | 1/4                | -      | -                  |
| 当                          | 第16回参議院議員通常選挙 | 1992年7月26日 | 静岡県選挙区 | 日本社会党 | 433,381 | 35.6   | 2/5                | -      | -                  |
| 当選回数4回 （参議院議員4） |                          |               |              |            |         |        |                    |        |                    |

## 著作
- 『新世紀への序曲――住みよい国土の建設』青木薪次後援会、1986年。
- 『空洞化を吹き飛ばせ――汗と涙の労相奮闘記』労務行政研究所、1996年。ISBN 9784845261093